# Диттенхайм
Диттенхайм (нем. Dittenheim) — община в Германии, в земле Бавария. 
Подчиняется административному округу Средняя Франкония. Входит в состав района Вайссенбург-Гунценхаузен. Подчиняется управлению Альтмюльталь.  Население составляет 1718 человек (на 31 декабря 2010 года). Занимает площадь 29,34 км².
Коммуна подразделяется на 4 сельских округа.

## Население
По оценке на 31 декабря 2015 года население общины Диттенхайм составляет 1770 чел. 

| Дата      | 1840 | 1871 | 1900 | 1925 | 1939 | 1950 | 1961 | 1970 | 1987 | 2011 |
| --------- | ---- | ---- | ---- | ---- | ---- | ---- | ---- | ---- | ---- | ---- |
| Население | 1844 | 1827 | 1788 | 1697 | 1513 | 2310 | 1738 | 1622 | 1643 | 1757 |

| Год       | 1960 | 1970 | 1980 | 1990 | 2000 | 2009 | 2010 | 2011 | 2012 | 2013 | 2014 | 2015 |
| --------- | ---- | ---- | ---- | ---- | ---- | ---- | ---- | ---- | ---- | ---- | ---- | ---- |
| Население | 1721 | 1620 | 1561 | 1657 | 1815 | 1711 | 1718 | 1744 | 1749 | 1751 | 1754 | 1770 |